# Jamie Oldaker
James Oldaker, detto Jamie (Tulsa, 5 settembre 1951 – Tulsa, 16 luglio 2020), è stato un batterista statunitense.

## Biografia
Dopo aver suonato per Bob Seger (1974), Oldaker si unì a Eric Clapton per la registrazione di 461 Ocean Boulevard. Collaborò con Eric Clapton in studio e nei tour fino al 1980, poi di nuovo dal 1983 al 1986. Oldaker apparve anche nell'album live 24 Nights.
Partecipò in seguito al progetto Frehley's Comet del chitarrista dei Kiss, Ace Frehley.
Nel 1994 fondò il gruppo di country alternativo The Tractors3.
Jamie Oldaker lavorò anche con altri artisti e band importanti come Bellamy Brothers, Asleep at the Wheel, Peter Frampton, Stephen Stills, Leon Russell, Bee Gees.